# The Scientist (노래)
"The Scientist"는 영국의 록 밴드 콜드플레이의 곡이다. 콜드플레이의 전 인원이 자신들의 두 번째 앨범 A Rush of Blood to the Head을 위해 협력하여 작곡한 곡이다. 사랑과 사과를 하고 싶어하는 한 남자의 이야기를 말하는 가사와 함께 피아노 발라드를 중심으로 작곡했다. A Rush of Blood to the Head의 두 번째 싱글로 영국에서 발매됐고 UK 차트 10위에 올랐다. 미국에서는 세 번째 싱글로 발매되어 빌보드 모던 록  트랙 차트 18위와 어덜트 톱 40 차트 34위에 올랐다.
비평가들은 "The Scientist"에 대해 아주 긍정적이였고 곡의 피아노 발라드와 팔세토에 극찬했다. 이 곡의 리믹스 일부가 존재하고, 리프는 널리 샘플링 되었다. 뮤직 비디오는 역순 구성 사용으로 MTV 비디오 뮤직 어워드 상 3개를 수상했다. 2003년 라이즈 앨범 Live 2003에도 수록되었고 2002년 이래로 콜드플레이의 라이브 공연 목록에 영구적으로 올라와있다.

## 배경
리드 보컬 크리스 마틴은 조지 해리슨의 All Things Must Pass를 듣고 "The Scientist"를 썼다. 롤링 스톤 잡지사와 인터뷰에서, 마틴은 콜드플레이의 두 번째 앨범 A Rush of Blood to the Head을 만드는 동안에, 앨범이 무언가를 놓쳤다라는 것을 알았다고 밝혔다. 리버풀에서 잠시 머물던 어느날 밤에, 마틴은 음이 맞지 않는 오래된 피아노를 발견한다. 그는 해리슨의 노래 "Isn't It a Pity"를 연주하고 싶었지만, 음이 맞지 않아 연주를 거의 하지 못 했다. 그 곡을 연주할 때, 그는 녹음기를 켜달라고 부탁했다. 그는 이 코드의 결과를 우연히 발견했고 그 코드가 "환상적"이였다고 적었다는 것을 말하며 마무리지었다. 마틴은 리버풀에 있는 스튜디오에서 목소리와 피아노 연주를 녹음했다.
이 곡의 창작 과정을 질문 받았을 때, 마틴은 다음과 같이 말했다 "그저 소녀들에 관한 것이다. 세계 경제의 침체나 심각한 환경 문제 같이 여러분들의 생각에 있는 것들은 별난 것들인데, 그런 것은 여러분들이 무언가를 생각했을 때 여러분을 슬프게 하는 것이다." 한편 A Rush of Blood to the Head에서 멤버들은 "그 과학자 (The Scientist)는 댄이다."라고 밝혔는데, 댄은 콜드플레이가 팔로폰과 계약했을 때 A&R 부서의 댄 킬링이라는 사람을 가리킨다.

## 구성
"The Scientist"는 피아노로 슬프게 연주한 발라드이다. 이 곡은 리드 싱어 크리스 마틴이 메인 피아노 4개 코드로 만든 멜로디로 시작되며, 그가 첫 번째 절을 부르게 한다. 그는 첫 번째 후렴구가 끝나고 나서, 나머지 밴드 인원들과 같이 참여한다. 메인 피아노 멜로디뿐만 아니라, 이 곡의 음악은 느린 템포의 드럼과 베이스 기타의 리프를 가진 리듬과 어쿠스틱 기타등 현악기들의 배치 및 조화로 만들어졌다. 노래가 끝나가면, 리드 기타 조니 버클랜드가 어쿠스틱에서 리드 기타로 바꿔, 일렉 기타 리프를 들을 수 있다.
이 곡의 가사들은 사랑의 어려움 앞에서 남자의 무력감을 표현한다.
곡은 F major 키로 작곡되었다.

## 발매

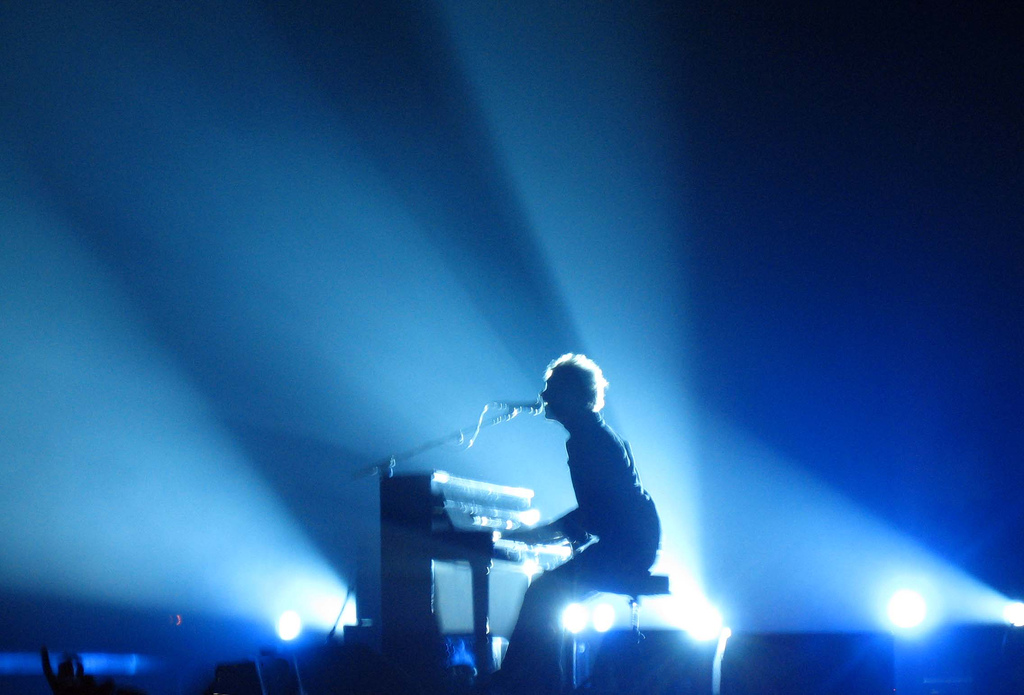
2005년 트위스티드 로직 투어에서 "The Scientist"의 피아노 연주를 하는 크리스 마틴

콜드플레이는 앨범의 두 번째 싱글로써, "The Scientist"를 2002년 11월 4일 유럽에 발매했다. 이 싱글 앨범은 "1.36"와 "I Ran Away." 2개의 B-side로 이루어졌다. 콜드플레이의 두 번째 싱글 앨범을 위해 곡을 준비하던 기간에, 콜드플레이의 미국 레이블은 "미국 청취자들이 두 번째 앨범을 충분히 들었기에" The Scientist가 성공하지 못 할거라 생각하여, 대신에 미국내 두 번째 싱글로 "Clocks"를 발매했다. The Scientists는 미국에서는 2003년 4월 15일에 발매됐다.
"The Scientist"는 2003년 11월 1일에 오스트레일리아 싱글 차트 40위에 올랐다. 빌보드의 모던 록 트랙에서는 18위에 올랐다. 캐나다 싱글 차트에서는 16위였다. 2002년 11월 17일 UK 톱 75에서는 10위를 기록했다.
두 번째 정규 앨범의 다른 싱글 앨범 작업도 맡은 Sølve Sundsbø,가 제작한 이 싱글 앨범의 커버는 콜드플레이의 드러머 윌 챔피언이 참여했다.

## 평가
"The Scientist"는 폭넓은 비평적 극찬을 받았다. 롤링 스톤지의 롭 셰필드는 싱글 앨범에 대한 리뷰에서 "환상적인 피아노 발라드 곡 'The Scientist' ... 는 보컬의 목 끝에서 모든 머리카락을 끌어올리는 실로 가공할만한 가성 피날레가 있다."라고 썼다.
2011년 10월, NME는 The Scientist를 "지난 15년 간 훌륭했던 150곡" 중 37위에 올렸다. 2009년에, 롤링 스톤은 "십 년 간 최고의 곡 100곡" 중에 54위를 기록했다.

## 참여 인원
- 크리스 마틴 – 리드 보컬, 피아노
- 조니 버클랜드 – 어쿠스틱, 일렉트릭 기타
- 가이 베리먼 – 베이스 기타
- 윌 챔피언 – 드럼, 백킹 보컬

## 트랙 리스트
| #  | 제목              | 재생 시간 |
| -- | ----------------- | --------- |
| 1. | 〈The Scientist〉 | 5:11      |
| 2. | 〈1.36〉          | 2:05      |
| 3. | 〈I Ran Away〉    | 4:26      |

- "1.36"는 애시의 팀 휠러가 기타 연주를 해줬다.

| #  | 제목                     | {{{기타정보}}}                  | 재생 시간 |
| -- | ------------------------ | ------------------------------- | --------- |
| 1. | 〈The Scientist〉        | 편집판                          |           |
| 2. | 〈The Scientist〉        | 거꾸로 진행되는 영상            |           |
| 3. | 〈Lips Like Sugar〉      | 에코 & 더 버니멘 곡 커버 라이브 |           |
| 4. | 〈밴드 멤버들의 인터뷰〉 |                                 |           |

## 차트 순위와 수상
| 차트 (2002–03)                   | 최고 순위 |
| -------------------------------- | --------- |
| 오스트레일리아 (ARIA)            | 40        |
| 오스트리아 (Ö3 오스트리아 탑 40) | 8         |
| 벨기에 (울트라팁 플랑드르)       | 6         |
| 벨기에 (울트라팁 왈로니아)       | 10        |
| 캐나다 (Nielsen SoundScan)       | 16        |
| 프랑스 (SNEP)                    | 96        |
| 독일 (미디어 컨트롤 AG)          | 26        |
| 헝가리 (싱글 Top 40)             | 18        |
| 아일랜드 (IRMA)                  |           |
| 이탈리아 (FIMI)                  | 23        |
| 네덜란드 (싱글 톱 100)           | 20        |
| 폴란드 (OLiS)                    | 1         |
| 스코틀랜드 (오피셜 차트 컴퍼니)  | 10        |
| 스웨덴 (스베리예토프리스탄)      | 56        |
| 스위스 (슈바이처 히트파라데)     | 28        |
| 영국 싱글 (오피셜 차트 컴퍼니)   | 10        |
| 5                                |           |
| 미국 어덜트 탑 40 (《빌보드》)   | 34        |
| 미국 얼터너티브 송 (《빌보드》)  | 18        |

| 국가                                                                                         | 인증        | 판매량/출하량 |
| -------------------------------------------------------------------------------------------- | ----------- | ------------- |
| 덴마크 (IFPI Danmark)                                                                        | 골드        | 45,000        |
| 이탈리아 (FIMI)                                                                              | 2× 플래티넘 | 100,000*      |
| 영국 (BPI)                                                                                   | 플래티넘    | 373,000       |
| 미국 (RIAA)                                                                                  | 골드        | 500,000^      |
| *판매량을 기반으로 한 인증 · ^출하량을 기반으로 한 인증 · 판매량+스트리밍을 기반으로 한 인증 |             |               |